# 바운드 (1996년 영화)
《바운드》(Bound)는 영화 감독 듀오 더 워쇼스키스의 데뷔작인 1996년 범죄 영화이다.

## 줄거리
레즈비언 전과자인 코키는 시카고의 한 아파트 건물에 페인트공이자 배관공으로 고용된다. 그녀는 자신이 개조하는 아파트 옆집에 사는 바이올렛과 시저 부부를 만난다. 시저가 자리를 비운 사이 바이올렛은 코키를 유혹한다. 그들은 시저에 의해 방해받고 코키는 다시 일하러 간다. 바이올렛은 하루 일과를 마치고 집을 나서자 코키를 따라 그녀의 트럭까지 갔고, 둘은 코키의 아파트에서 성관계를 가졌다. 그 다음 날 아침, 바이올렛은 코키에게 시저가 마피아의 돈세탁업자이며 그들이 5년 동안 함께해왔다고 말한다.
나중에 바이올렛은 시저와 그의 폭력배들이 사업에서 돈을 횡령한 셸리를 고문하는 것을 엿듣는다. 화가 난 그녀는 코키에게 새로운 삶을 살고 싶지만 그녀의 도움이 필요하다고 털어놓는다. 시저가 셸리가 빼돌린 거의 2백만 달러를 아파트로 가져올 것이라는 것을 알고 두 여자는 돈을 훔칠 계획을 세운다. 마피아 보스 지노 마르조네의 아들 존니가 셸리를 죽이고, 시저는 화를 내며 피 묻은 돈 가방을 들고 아파트로 돌아온다. 시저는 돈을 씻고 다림질하여 말린다.
바이올렛은 코키에게 시저와 존니가 서로를 싫어하며, 지노와 존니가 시저에게서 돈을 찾으러 올 것이라고 설명한다. 코키는 계획을 세운다. 시저가 돈을 다 세고 나면 긴장을 풀기 위해 샤워를 할 것이다. 그 동안 바이올렛은 지노가 좋아하는 글렌리벳 스카치 위스키 병을 일부러 떨어뜨리고 시저에게 더 사러 갈 것이라고 말한다. 그녀가 아파트를 나서는 동안 코키가 들어와 서류 가방에서 돈을 훔쳐 떠날 것이다. 그런 다음 바이올렛이 스카치 위스키를 들고 돌아와 시저에게 존니가 방금 떠나는 것을 보았다고 말할 것이다. 의심스러운 시저는 서류 가방을 확인하고 돈이 없어진 것을 발견한 후 존니가 가져갔다고 추정할 것이다. 코키와 바이올렛은 지노가 존니가 아닌 시저에게 강도를 당했다고 생각할 것이기 때문에 시저가 도망갈 수밖에 없을 것이라고 생각한다.
시저는 돈이 없어진 것을 발견하고 도망가면 지노가 자신이 훔쳤다고 생각할 것이라는 것을 깨닫고 존니에게서 돈을 되찾기로 결정한다. 패닉에 빠진 바이올렛은 떠나겠다고 위협하지만 시저는 그녀와 존니가 돈을 훔치고 자신을 모함했을지도 모른다고 의심하며 그녀를 붙잡는다. 코키는 옆집에서 돈을 가지고 기다리고, 지노와 존니가 도착한다. 존니가 바이올렛에게 추파를 던지고 시저를 조롱한 후, 시저는 총을 꺼내 지노에게 아들이 돈을 훔쳤다고 말한다. 그는 지노, 존니, 그리고 지노의 경호원 로이를 죽인다. 시저는 바이올렛에게 돈을 찾아 시체를 처리하고 지노와 존니가 오지 않은 것처럼 행동해야 한다고 말한다. 그렇지 않으면 그들의 폭력배들이 그들의 부재를 알아차릴 것이다. 존니의 아파트에서 돈을 찾을 수 없자 시저는 폭력배 친구 미키에게 전화하여 지노가 아직 도착하지 않았다고 말한다.
코키와 바이올렛이 돈을 훔쳤다는 것을 발견한 시저는 그들을 묶고 고문하겠다고 위협하며 돈이 어디 있는지 요구한다. 미키가 아파트에 도착하자 시저는 바이올렛과 미키를 시간을 벌도록 돕는 거래를 한다. 바이올렛은 존니의 휴대전화로 유선 전화에 걸어 시저에게 자동차 사고로 지노와 존니가 병원에 있다고 설명하는 대화를 하는 척하라고 설득한다. 이 속임수에 미키는 속아 병원으로 떠난다. 코키는 시저에게 돈을 옆집 아파트에 숨겼다고 말하고 시저는 돈을 찾으러 간다. 바이올렛은 탈출하여 미키에게 전화하여 시저가 돈을 훔치고 자신에게 침묵을 강요했다고 말한다. 코키는 시저가 돈을 가져가는 것을 막으려 하지만 시저는 그녀를 폭행한다. 바이올렛이 도착하여 시저에게 총을 겨눈다. 그녀는 미키가 오고 있으며 시저가 할 수 있을 때 도망가야 한다고 알린다. 시저가 거부하자 바이올렛은 그를 죽인다.
나중에 바이올렛의 이야기를 믿는 미키는 그녀에게 시저를 찾을 것이라고 말한다. 미키는 바이올렛이 자신의 여자친구가 되기를 원하지만 그녀는 깔끔한 이별이 필요하다고 말한다. 그녀는 코키와 손을 잡고 운전하며 이별한다.

## 캐스팅
- 지나 거숀(Corky)
- 제니퍼 틸리(Violet)
- 조 판톨리아노(Caesar)
- 크리스토퍼 멜로니(Johnnie Marzzone)
- 케빈 마이클 리처드슨(Cop #2)